# Чаволай
Чавола́й (Чавалай, тадж. Чаволай) — село в районах республиканского подчинения Республики Таджикистан. 
Входит в состав джамоата (сельской общины) Киблаи района Рудаки.
Находится на холмистой местности недалеко от столицы Таджикистана (г. Душанбе), на расстоянии 39 км от райцентра (пгт. Сомониён) и 3 км от центра джамоата (село Киблаи).
Население — 1992 чел. (2017).